# 苏格兰黑手党
苏格兰黑手党（Scottish mafia），也称苏格兰工党黑手党（',），格子黑手党（tartan mafia）、苏格兰统治（Scottish Raj），或者加里东黑手党（Caledonian mafia），是一个英国的政治术语。

## 政治用途
这一政治术语早期用于贬低苏格兰工党政客和广播员，其声称在英格兰的统治下出现的治理不当，如西洛锡安问题（代表苏格兰的议员有权在议会就只与英格兰有关的问题投票，代表英格兰的议员却无权就苏格兰相关问题投票）。这一术语也偶然出现于英国媒体，以及议会辩论中。
自1960年代中期，英国保守党在苏格兰选民中声望骤降。在1999年苏格兰议会大选中，保守党赢得129席位中的18个。这个数字一直保持相对稳定，在最近的选举中，保守党仅赢得15个席位，成为苏格兰民族党、英国劳工党后的第三党派。在英国大选中，保守党已经从1955年时苏格兰投票和席位的多数派，跌落到1997年的零席位惨状。2001年以来，该党在苏格兰仅有一名议员。
当劳工党成为苏格兰地区广泛支持的唯一英国政党后，在过去四五十年中，工党政治家中的苏格兰地位更为重要。因此，所谓的苏格兰黑手党队伍开始支持两位劳工党的前首相托尼·布莱尔和戈登·布朗，以及他们的前任、共和党党魁约翰·史密斯。
苏格兰人在劳工党的影响地位，被演义成为电视剧《幕后危机》的内容，其中扮演首相的传媒总监马尔科姆·塔克被描述成一个好斗的、满嘴脏话的苏格兰人。许多塔克的团队成员，比如他的2号助理杰米·麦克唐纳德也是一位好斗之人。

## 其他使用
这一术语也在其他领域中被运用，包括苏格兰足球运动员：1960和1970年代的英国甲级俱乐部利兹联队，著名守门员戴维·哈维（1965–1980，1982–1984）、后卫戈登·麦卡奎因、中场比利·布蓝拿，左前卫埃迪·格雷（1965–1983），右前卫彼得·洛里默（1963–1979，1983–1986）和前锋乔·乔丹（1970–1978）。
在新西兰达尼丁的“格子黑手党”，是用来描述从幕后操控城市的老龄商人群体；而企业界并不否认这种用法。

## 相关
- 英国民族主义
- 阴谋论
- 英国议会的权力下放（英语：Devolved English parliament）
- 反苏格兰情绪（英语：Anti-Scottish sentiment）